# Aartsbisdom Kinshasa

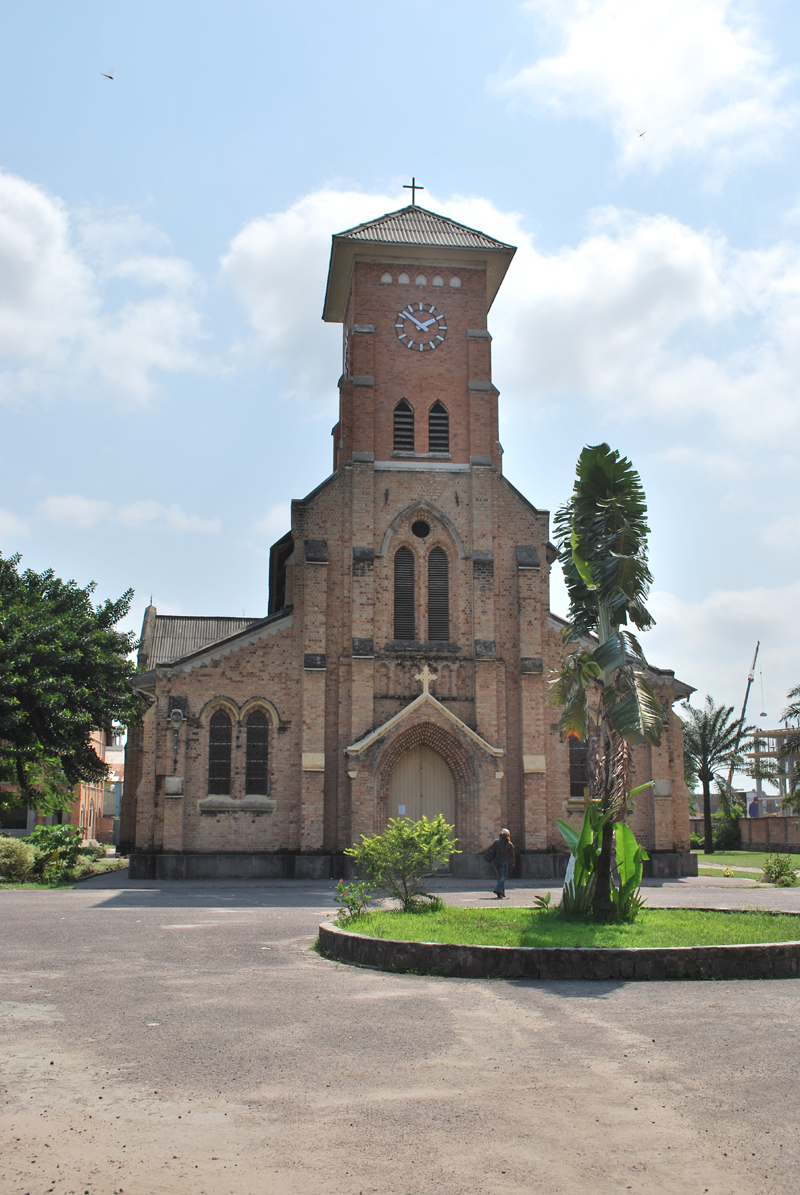
Sint-Annakerk in Kinshasa

Het aartsbisdom Kinshasa (Latijn: Archidioecesis Kinshasana) is een van de 47 rooms-katholieke bisdommen in Congo-Kinshasa. Het aartsbisdom Kinshasa is het aartsbisdom waarover de aartsbisschop van Kinshasa geestelijk leiderschap heeft. De aartsbisschop van Kinshasa staat als metropoliet aan het hoofd van de kerkprovincie Kinshasa, een van de zes kerkprovincies in Congo-Kinshasa. Het bisdom telt tien miljoen inwoners waarvan de helft katholiek is, verdeeld over 132 parochies. (cijfers 2013) Het is het grootste bisdom van het land. Er zijn 263 priesters en 3657 kloosterlingen en zusters. De oorsprong ligt bij de missie Belgisch-Congo opgericht in 1886. In 1888 werd het vicariaat-generaal Leopoldstad opgericht en in 1959 het aartsbisdom Leopoldstad, sinds 1966 aartsbisdom Kinshasa genaamd.

## Suffragane bisdommen
- Boma
- Idiofa
- Inongo
- Kenge
- Kikwit
- Kisantu
- Matadi
- Popokabaka

## Bisschoppen en aartsbisschoppen
1. Camille Van Ronslé (1896-1916)
2. Natalis De Cleene C.I.C.M. (1916-1933)
3. Georges Six C.I.C.M. (1933-1952)
4. Félix Scalais C.I.C.M. (1953-1964)
5. Joseph Malula (1964-1989)
6. Frédéric Etsou-Nzabi-Bamungwabi (1990-6 jan 2007)
7. Laurent Monsengwo Pasinya (2007-2018)
8. Fridolin Ambongo Besungu O.F.M. Cap. (2018-heden)

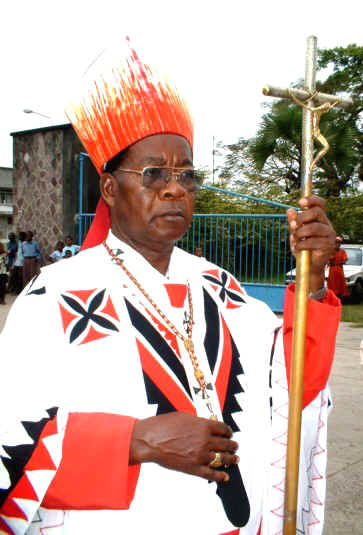
Frédéric Etsou-Nzabi-Bamungwabi
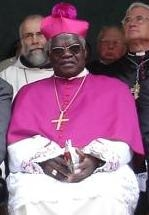
Laurent Monsengwo Pasinya
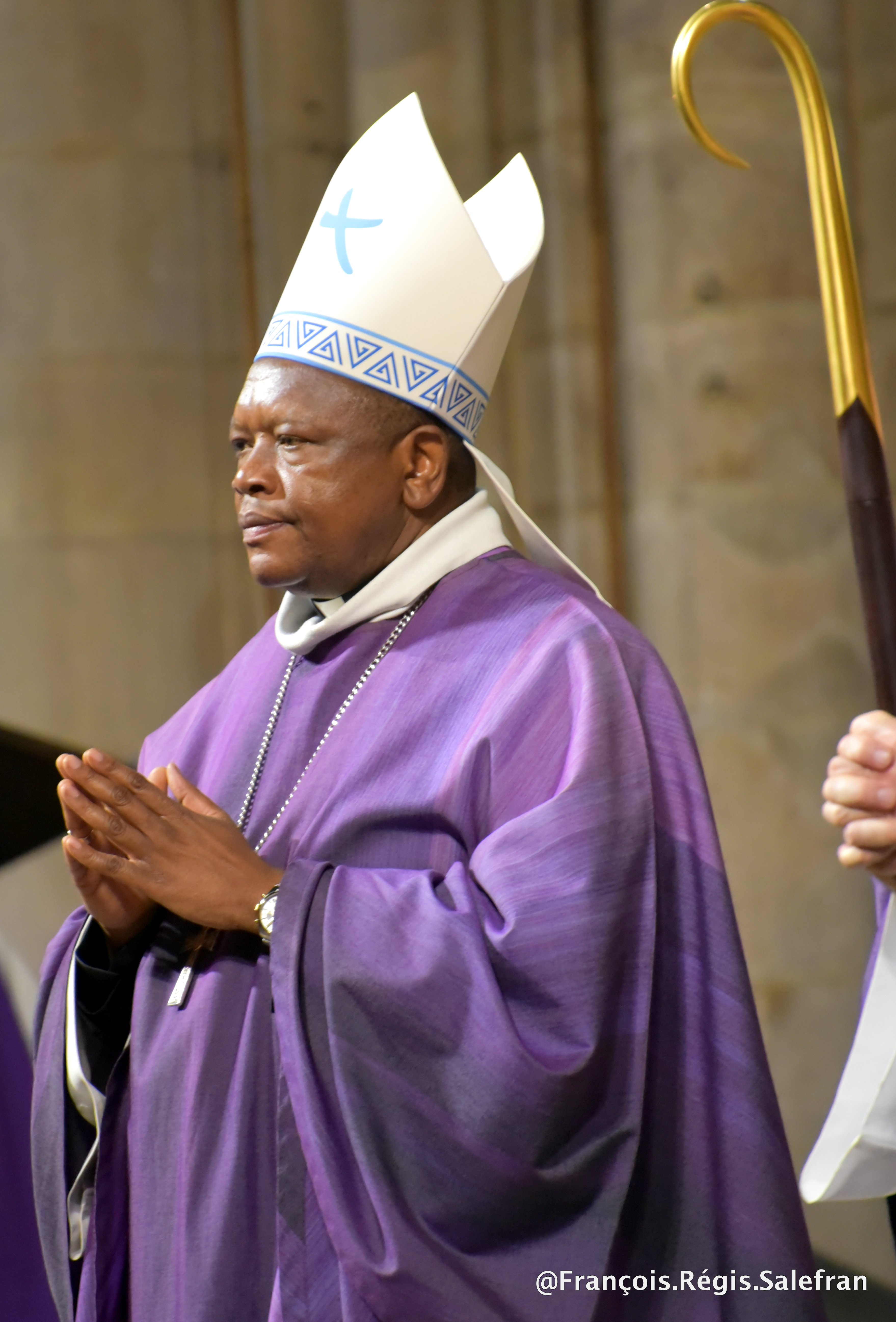
Fridolin Ambongo Besungu

## Links
- website bisdom
- Annuaire 2013 blad 28 voor de statistieken